# Анна Слоткі
Анна Ребекка Слоткі Рейтано (англ. Anna Rebecca Slotky Reitano; 30 червня 1981) — американська юристка та колишня акторка. Вона найбільш відома своєю роллю Рут Енн у телевізійному ситкомі "Торкелсони". Також Анна з'явилася в ряді інших телевізійних та кінопроектів. Серед них варто зазначити її епізодичну роль у фільмі "Сам удома", де вона зіграла одну з кузин головного героя Кевіна, Меган Маккалістер.
Після завершення акторської кар'єри Слоткі обрала шлях юристки. Вона здобула юридичну освіту та отримала ліцензію на право адвокатської діяльності. На сьогодні Анна Слоткі Рейтано працює у сфері права в Каліфорнії, де захищає права клієнтів і бере участь у громадських справах, спрямованих на допомогу нужденним та захист прав людини.

## Акторська кар'єра
Анна Слоткі мала постійну роль Деніз у серіалі "Сестра, сестра", що допомогло їй закріпити успіх на телебаченні. Також вона з’явилася в якості запрошеної зірки в популярних шоу, таких як "Третя планета від Сонця", "Лікар Лікар" та "Крок за кроком". 
Однією з найвідоміших її ролей була роль Брук, однієї з дітей Маккалістерів, у фільмах "Сам удома" і "Сам удома 2: Загублений у Нью-Йорку".
Остання акторська робота Слоткі відбулася у 2000 році, коли вона з'явилася як запрошена акторка в серіалі "Будь реальним", який транслювався на телеканалі Fox. Після цього вона завершила свою кар'єру в кіно та на телебаченні й зосередилася на своїй юридичній практиці.

## Адвокатська кар'єра
Слоткі здобула ступінь бакалавра в коледжі Оксидентал у Лос-Анджелесі, Каліфорнія, а ступінь доктора права (Juris Doctor) отримала у Школі права Університету Каліфорнії в Девісі (King Hall) у травні 2008 року. Вона була прийнята до Адвокатської палати Каліфорнії у 2009 році і наразі працює як громадський захисник у окрузі Лос-Анджелес. Відомо, що вона є одним із провідних кандидатів на посаду судді в цьому окрузі, пройшовши до другого туру виборів у листопаді 2022 року.
Слоткі присвятила свою кар'єру захисту прав малозабезпечених та соціально незахищених осіб, працюючи у сфері громадської адвокатури. Її досвід включає справи, пов'язані із захистом конституційних прав, а також захист у кримінальних справах. Вона активно підтримує реформи системи правосуддя, виступаючи за рівний доступ до правосуддя для всіх громадян, незалежно від їхнього соціального статусу чи доходу.

## Особисте життя
Слоткі одружилася з аніматором Джеймсом Рейтано 30 квітня 2011 року, і 14 лютого 2012 року в них народився син. Її чоловік, Джеймс Рейтано, відомий своєю роботою у сфері анімації, зокрема співпрацею з відомими студіями та участю у створенні популярних мультимедійних проєктів.

## Фільмографія

### Фільми
| Рік  | Назва                               | Оригінальна назва              | Роль              |
| ---- | ----------------------------------- | ------------------------------ | ----------------- |
| 1990 | Сам удома                           | Home Alone                     | Брук Маккаллістер |
| 1992 | Сам удома 2: Загублений у Нью-Йорку | Home Alone 2: Lost in New York | Брук Маккаллістер |

### Телебачення
| Рік       | Назва                   | Оригінальна назва     | Роль               | Примітки                                                         |
| --------- | ----------------------- | --------------------- | ------------------ | ---------------------------------------------------------------- |
| 1900      | Лікар Лікар             | Doctor Doctor         | Емілі Ліновіц      | 2 епізоди: "Хто боїться Леони Ліновіц?", "Остання спокуса Майка" |
| 1991–1992 | Торкельсони             | The Torkelsons        | Рут Енн Торкельсон |                                                                  |
| 1995–1996 | Сестра, Сестра          | Sister, Sister        | Деніз Монделло     |                                                                  |
| 1996–1997 | Третя планета від Сонця | 3rd Rock from the Sun | Шеріл              | 2 епізоди: "Тіло і душа і Дік", "Ромео і Джульєтта і Дік"        |
| 1997      | Крок за кроком          | Step by Step          | Аманда Данк        | 1 епізод: "Поетична справедливість"                              |
| 2000      | Будь реальним           | Get Real              | Еллісон            | 1 епізод: "Відпадіння від милості"                               |